# Рейдготаланд
Рейдготаланд (Reiðgotaland, Reidgotaland, Reidgothland, Reidgotland, Hreidgotaland або Hreiðgotaland) — країна, населена готами. Згадки про Рейдготаланд часто зустрічаються в скандинавських сагах. Ідентифікація території варіюється між джерелами, у Nordisk familjebok її ототожнюють з різними місцевостями:
1. Острів Готланд.
2. Готаланд.
3. Землі готів, тобто Gothiscandza і більш пізні території. За «Сагою про Гервер» Рейдготаланд ототожнюється з Оюм і межує із землями гунів, від яких відділений лісом Мюрквід (Myrkviðr).
4. Території готів на півдні Європи, відповідно до англосаксонських джерел.
5. Данія та Швеція.
6. Данія.
7. Ютландія.

Друге видання «Nordisk familjebok» пояснює, що «Hreidgoths» застосовується до остготів у південно-східній Європі.
За текстом саг, до VI ст. Рейдготаланд розміщується у Східній Європі, між Карпатами та Дніпром, з початку VI-VII ст. під Рейдготаландом починають мати на увазі Ютланді, а іноді всю Скандинавію, щоб відрізнити її від Eygotaland.
Державою керували германомовні конунги, вона вела війни як з гунами (на сході), так й зі саксами (на заході). В цій державі були розташовані гори Гарваді (Harvaða fjöllum), які іноді інтерпретують як Карпати. За контекстом розповіді зрозуміло, що на сході Рейдготаланд доходить до Дніпра, де розташовувався Аргеймар та ліс Мюрквід. Ера існування Рейдготаланду відповідає історичній перемозі готів над гунами на берегах Дунаю V століття (битва при Недао). У «Сазі про Інглінгів» оповідається, що Рейдготаланд було розташовано за морем від Швеції.
Ім'я-приставка, hreið-  означає "красивий", "великий", "відомий", "благородний". 

## Королі Рейдготаланду
- Гаральд
- Гейдрік, син Гевунда
- Ангантюр, син Гейдрека
- Гейдрек Вовча Шкіра, син Ангатюра (602+)[1]